# باتيرانا دي ريفيرا
بلدية باتيرانا دي ريفيرا (بالإسبانية: Paterna de Rivera)‏، هي إحدى بلديات مقاطعة قادس, التي تقع في منطقة الأندلس جنوب إسبانيا.
يبلغ عدد سكانها 5.246 نسمة وفقاً لإحصائية سنة (2002).